# Santa Efigênia de Minas
Santa Efigênia de Minas är en kommun i Brasilien.   Den ligger i delstaten Minas Gerais, i den sydöstra delen av landet, 700 km sydost om huvudstaden Brasília. Antalet invånare är 4 610. Arean är 132 kvadratkilometer.
Terrängen i Santa Efigênia de Minas är kuperad.
Omgivningarna runt Santa Efigênia de Minas är huvudsakligen savann. Runt Santa Efigênia de Minas är det ganska glesbefolkat, med 27 invånare per kvadratkilometer.